# Messaoud Zerbib
Messaoud Zerbib ou Zeghbib était grand rabbin de Constantine  au XVIIIe siècle né vers 1635 et mort assassiné en 1717.
Une synagogue de Constantine qu'il a fondée portait son nom. Il a été surnommé Rabi Massoud el H'assid pour dire que son amour pour la Torah n'avait pas de limites. 

## Œuvre
Après avoir perdu 14 enfants, Il décida d'écrire un commentaire devenu très célèbre de la torah : Zérah’ émét,
– Zerah Emet signifie semence de vérité ;
Il voulait dire « si je n'ai pas de fruits de la semence de mon corps, j'aurai des fruits de la semence de ma Torah. » . Cette œuvre a été publiée à Livourne en 1715.
Triste de ne pas avoir d'enfant viable, il changea de femme. et alors, très âgé pour l'époque, Il eut deux enfants viables Binyamin et Chalom. La communauté considéra cela comme un miracle, ce qui contribua à sa réputation. 

## Histoire
Il achète un immeuble à Constantine dans le quartier Maqued el Hout, rue José-Ksentine et le transforme en synagogue. Il en devient le premier rabbin. Ses descendants restèrent rabbins de cette synagogue jusqu'à l'exil de 1962. Un de ses descendants Sidi Fredj Halimi fut notamment le grand-rabbin de Constantine pendant 60 ans.
Il est mort de sévices corporels : il aurait reçu 400 coups de bâton pour avoir refusé de renier sa foi. Quand il est envisagé de construire une route traversant son mausolée, il est décidé de transférer son corps. Le 14 mai 1970 , son corps est enterré à Jérusalem, au mont des Oliviers. Chaque année à la date anniversaire de cette cérémonie a lieu un pèlerinage, une Hiloula sur sa sépulture au cimetière Har Hazetim de Jérusalem.